# Ordinariato do Brasil para os católicos de rito oriental
O Ordinariato do Brasil para os Católicos de Rito Oriental
(Ordinariatus Brasilianus pro Catholicis Ritus Orientalis) é uma igreja exenta, isto é, diretamente sujeita à Santa Sé e à Congregação para as Igrejas Orientais, sem ser parte de qualquer província eclesiástica. Seu atual ordinário é Dom Walmor Oliveira de Azevedo, arcebispo de Belo Horizonte para o rito latino.

## Histórico
O Ordinariado para os fiéis de Rito Oriental foi criado por meio do decreto Cum fidelium, de 14 de novembro de 1951, da Congregação para as Igrejas Orientais, durante o pontificado de Pio XII. Progressivamente, algumas comunidades católicas orientais passaram a erigir suas próprias dioceses, diminuindo a abrangência do ordinariato: a Igreja Católica Ucraniana em 1952 (com a criação da Arquieparquia de São João Batista em Curitiba dos Ucranianos) através da bula Qui divino consilio, do Papa João XXIII; e, em 1971, a Igreja Melquita e a Maronita, com a bula Quod providente, do Papa Paulo VI. Em 1981, por fim, a constituição apostólica America Latina atque Foederatae Civitates Mexicanae ergueu o Exarcado Apostólico para os fiéis de Rito Armênio residentes na América Latina e México, com sede na única paróquia da Igreja Católica Armênia do Brasil, em São Paulo.
Hoje, a atividade do Ordinariato se resume à pequena comunidade católica síria (com único sacerdote em Belo Horizonte, com o falecimento do Monsenhor Luiz Awad, o Padre George Rateb Massis) e à comunidade católica russa, reduzida após a Igreja de Nossa Senhora da Anunciação retornar à Igreja Ortodoxa Russa. Tanto que, em 2010, o Ordinariato passou a ficar sob o encargo do bispo de Belo Horizonte, Dom Walmor de Azevedo, já que a atividade principal é junto aos siríacos católicos. 

## Ordinários
|                   | Nome                           | Período     | Notas  |
| Bispos            | Bispos                         | Bispos      | Bispos |
| ----------------- | ------------------------------ | ----------- | ------ |
| 4º                | Dom Walmor Oliveira de Azevedo | 2010        | Atual  |
| 3º                | Dom Eusébio Oscar Scheid, SCI  | 2001 — 2010 |        |
| 2º                | Dom Eugênio de Araújo Sales    | 1972 — 2001 |        |
| 1º                | Dom Jaime de Barros Câmara     | 1951 — 1971 |        |
| Bispos auxiliares |                                |             |        |
|                   | Elias Coueter                  | 1960 — 1971 |        |
|                   | Jean Chedid, OMM               | 1956 — 1971 |        |
|                   | José Romão Martenetz, OSBM     | 1958 — 1962 |        |